# Aborichthys elongatus
Aborichthys elongatus, vrsta malena slatkovodne ribe iz reda šaranki koja živi samo po melenim rijekama i potocima u provinciji Darjeeling u indijakoj državi Zapadni Bengal.
Ova riba voli brze plitke rijeke sa šljunkovitim i pjeskovitim dnom, gdje se sakrivaku po šupljinama. Na leđima ima samo jednu peraju, kod ustiju ima nekoliko brkova, rep joj je crvenkast, a tijelo išarano okomitim prugama. Narastu maksimalno do 5.3 centimetra, a drže se i po akvarijima.
Ribe roda Aborichthys klasificiraju se porodici Nemacheilidae.